# Nagroda imienia Sérgio Vieira de Mello
Polska Nagroda im. Sérgio Vieira de Mello – Wysokiego Komisarza NZ ds. Praw Człowieka w latach 2002-2003, została ustanowiona z inicjatywy Stowarzyszenia Willa Decjusza w roku 2003. Przyznawana jest osobom i organizacjom pozarządowym za ich działania na rzecz pokojowego współistnienia i współdziałania społeczeństw, religii i kultur. Zgodę na ustanowienie nagrody wyraziła matka Sergio, Gilda Vieira de Mello.
Laureatów w dwóch kategoriach – osoba i organizacja pozarządowa – przyznaje Kapituła, w skład której wchodzą Przedstawiciele: Prezydenta RP, Ambasadora Federacyjnej Republiki Brazylii, Ambasadora Królestwa Szwecji w Polsce, Wysokiego Komisarza ONZ ds. Uchodźców, ambasad i konsulatów, wspierających działania Stowarzyszenia Willa Decjusza w zakresie praw człowieka, Rzecznika Praw Obywatelskich, Fundatorów Nagrody oraz Prezes Fundacji Znak, Przewodniczący i Dyrektor Stowarzyszenia Willa Decjusza.

## Laureaci Nagrody
- 2004 – Tadeusz Mazowiecki, Stowarzyszenie „Jeden Świat”
- 2005 – o. Marian Żelazek, Fundacja Krzyżowa dla Porozumienia Europejskiego
- 2006 – Alaksandar Milinkiewicz, Festiwal Kultury Żydowskiej
- 2007 – Maryna Hulia, Stowarzyszenie Magurycz
- 2008 – Krystyna Pryjomko-Serafin, Helsińska Fundacja Praw Człowieka, Szewach Weiss, Michał Żejmis
- 2009 – Fatos Lubonja, Leopold Unger, Misja Wsparcia Narodów Zjednoczonych dla Iraku
- 2010 – Nagy El-Khoury i Mohammad al-Nokkari, Stowarzyszenie Memoriał oraz Andrzej Przewoźnik
- 2011 – Hassan Omar Hassan (Kenia) oraz Centrum Pomocy Prawnej im. Haliny Nieć, Nagroda Specjalna: Bernard Kouchner
- 2012 – Siostra Rafaela – Urszula Nałęcz, People in Need (Člověk v tisni), Arnold Wellman[2]
- 2013 – Myrosław Marynowycz, (Ukraina) oraz Centrum Denisa Hurleya, (RPA); Nagroda Honorowa – Adam Daniel Rotfeld
- 2014 – Leyla Yunus, Azerbejdżan oraz Centrum Dialogu Międzyetnicznego i Tolerancji „Amalipe”, Bułgaria[3]
- 2015 – Pietro Bartolo oraz La Strada – Fundacja przeciwko Handlowi Ludźmi i Niewolnictwu, Nagroda Honorowa – Siergiej Kowalow
- 2016 – Tahira Abdullah oraz Cultures of Resistance Network Foundation; Nagroda Honorowa – Staffan de Mitsura[4]
- 2017 – arcybiskup Alfons Nossol oraz Fundacja Charytatywna im. Barzaniego (Kurdystan)
- 2018 – Basil Kerski oraz Międzyreligijna Rada Albanii (Albania), Nagroda Honorowa – Hanaa Edwar[5]
- 2019 – Tamila Tasheva oraz Diecezjalne Centrum Praw Człowieka „Fray Juan de Larios" (Meksyk), Nagroda Honorowa - Paweł Adamowicz (pośmiertnie)[6]
- 2020 - Hussein Alqaidi, Centrum Obrony Praw Człowieka „Wiosna” (Białoruś) oraz Marian Turski [7]
- 2021 - Feras Alghadban, Polska Misja Medyczna, nagroda honorowa została przyznana dodatkowo dla grupy organizacji białoruskich, działających w Polsce i na Litwie. [8]
- 2022 - Serhij Żadan, Centrum na Rzecz Pokoju i Pojednania w Glencree, s. Michaela Rak [9]
- 2023 - Marcin Żyła, Familias Unidas por Nuestros Desaparecidos en Jalisco, Nagroda Honorowa - Andrzej Poczobut [10]
- 2024 - Marcelline Budza, Zespół Pomocy Prawnej Asmy Jahangir, Nagroda Honorowa - Svitlana Lukiyanchuk (in memoriam) [11]